# Campionati europei di canottaggio 2012
I Campionati europei di canottaggio 2012 sono stati la 59ª edizione della manifestazione. Si sono svolti tra il 14 e il 16 settembre 2012 presso il lido della Schiranna di Varese, in Italia.

## Programma
- Venerdì 14 settembre

9:30 Batterie
15:30 Ripescaggi
- Sabato 15 settembre

9:30 Semifinali C/D
9:54 Ripescaggi e Semifinali A/B
12:18 Finali D
12:30 Finali C
- Domenica 16 settembre

9:15 Finali B
10:47 Finali A

## Podi

### Uomini
| Evento                                | Oro | Tempo   | Argento | Tempo   | Bronzo | Tempo   |
| Singolo (dettagli)                    | Mindaugas Griškonis | 6'57"56 | Damir Martin | 6'57"63 | Georgi Božilov | 6'59"71 |
| Due di coppia (dettagli)              | Croazia Martin Sinković Valent Sinković | 6'14"25 | Italia Alessio Sartori Romano Battisti | 6'15"17 | Norvegia Nils Jakob Hoff Kjetil Borch                                                                                           | 6'17"78 |
| Due senza (dettagli)                  | Paesi Bassi Rogier Blink Mitchel Steenman | 6'28"00 | Spagna Alexander Sigurbjönsson Pau Vela | 6'29"17 | Serbia Nenad Beđik Nikola Stojić                                                                                                | 6'31"50 |
| Quattro di coppia (dettagli)          | Estonia Andrei Jämsä Allar Raja Tõnu Endrekson Kaspar Taimsoo                                                                                              | 5'47"91 | Ucraina Jurij Ivanov Ivan Futrik Oleksandr Nadtoka Ivan Dovhod'ko                                                                                          | 5'51"18 | Slovenia Gašper Fistravec Jan Špik Jernej Markovc Matej Rojec                                                                   | 5'52"01 |
| Quattro senza (dettagli)              | Grecia Nikolaos Gkountoulas Apostolos Gkountoulas Georgios Tziallas Ioannis Christou                                                                       | 5'56"03 | Romania Marius-Vasile Cozmiuc George Palamariu Cristi-Ilie Pirghie Florin Curuea                                                                           | 5'57"37 | Serbia Miloš Vasić Radoje Đerić Miljan Vuković Goran Jagar                                                                      | 5'58"72 |
| Otto (dettagli)                       | Polonia Marcin Brzeziński Maciej Mattik Mikołaj Burda Piotr Hojka Zbigniew Schodowski Michał Szpakowski Krystian Aranowski Rafał Hejmej Daniel Trojanowski | 5'33"23 | Italia Paolo Perino Giuseppe Vicino Leopoldo Sansone Pierpaolo Frattini Mario Paonessa Vincenzo Capelli Sergio Canciani Andrea Tranquilli Enrico D'Aniello | 5'34"57 | Rep. Ceca Kornel Altman David Jirka Jakub Podrazil Michal Horváth Jan Pilc Milan Doleček Petr Melichar Matyáš Klang Martin Šuma | 5'35"23 |
| Due di coppia pesi leggeri (dettagli) | Grecia Panagiotis Magdanis Spyridon Giannaros | 6'21"58 | Portogallo Pedro Fraga Nuno Mendes | 6'22"27 | Gran Bretagna Chris Boddy Michael Mottram                                                                                       | 6'23"34 |
| Quattro senza pesi leggeri (dettagli) | Italia Luca De Maria Martino Goretti Petru Zaharia Armando Dell'Aquila                                                                                     | 6'00"92 | Gran Bretagna Sam Scrimgeour Adam Freeman-Pask William Fletcher Jonathan Clegg                                                                             | 6'01"74 | Serbia Nikola Selaković Miloš Stanojević Nenad Babović Miloš Tomić                                                              | 6'05"46 |

### Donne
| Evento                                | Oro | Tempo   | Argento | Tempo   | Bronzo | Tempo   |
| Singolo (dettagli)                    | Donata Vištartaitė | 7'36"26 | Iva Obradović | 7'39"87 | Kaisa Pajusalu | 7'41"81 |
| Due di coppia (dettagli)              | Bielorussia Taccjana Kuchta Kacjaryna Šljupskaja | 6'58"94 | Italia Giulia Pollini Giada Colombo | 7'02"20 | Romania Maria Diana Bursuc Adelina Cojocariu | 7'03"67 |
| Due senza (dettagli)                  | Romania Camelia Lupașcu Nicoleta Albu | 7'14"49 | Gran Bretagna Caragh McMurtry Olivia Carnegie-Brown                                                                                                | 7'18"65 | Croazia Sonja Kešerac Maja Anić | 7'18"91 |
| Quattro di coppia (dettagli)          | Ucraina Kateryna Tarasenko Natalja Dovhod'ko Ol'ha Hurkovs'ka Jana Dement'jeva                                                                              | 6'26"44 | Polonia Kamila Soćko Joanna Leszczyńska Sylwia Lewandowska Natalia Madaj                                                                           | 6'28"42 | Romania Ionelia Zaharia Ioana Craciun Camelia Lupașcu Nicoleta Albu                                                                                       | 6'29"98 |
| Otto (dettagli)                       | Romania Roxana Cogianu Viorica Susanu Cristina Grigoraș Irina Dorneanu Georgeta Andrunache Andreea Boghian Rodica Șerban Ioana Rotaru Talida-Teodora Gidoiu | 6'06"94 | Italia Claudia Wurzel Sara Magnaghi Alessandra Patelli Giada Colombo Gabriella Bascelli Sara Bertolasi Gaia Palma Enrica Marasca Federica Cesarini | 6'17"66 | Gran Bretagna Leonora Kennedy Claire McKeown Monika Relph Victoria Meyer-Laker Yasmin Tredell Zoe Lee Caragh McMurtry Olivia Carnegie-Brown Zoe De Toledo | 6'18"31 |
| Due di coppia pesi leggeri (dettagli) | Italia Laura Milani Elisabetta Sancassani | 6'53"39 | Grecia Christina Giazitzidou Alexandra Tsiavou | 6'57"62 | Gran Bretagna Ruth Walczak Imogen Walsh | 6'58"87 |

## Medagliere
| Pos.   | Paese         | Oro | Argento | Bronzo | Totale |
| ------ | ------------- | --- | ------- | ------ | ------ |
| 1      | Italia        | 2   | 4       | 0      | 6      |
| 2      | Romania       | 2   | 1       | 2      | 5      |
| 3      | Grecia        | 2   | 1       | 0      | 3      |
| 4      | Lituania      | 2   | 0       | 0      | 2      |
| 5      | Croazia       | 1   | 1       | 1      | 3      |
| 6      | Polonia       | 1   | 1       | 0      | 2      |
| 6      | Ucraina       | 1   | 1       | 0      | 2      |
| 8      | Estonia       | 1   | 0       | 1      | 2      |
| 9      | Bielorussia   | 1   | 0       | 0      | 1      |
| 9      | Paesi Bassi   | 1   | 0       | 0      | 1      |
| 11     | Gran Bretagna | 0   | 2       | 3      | 5      |
| 12     | Serbia        | 0   | 1       | 3      | 4      |
| 13     | Portogallo    | 0   | 1       | 0      | 1      |
| 13     | Spagna        | 0   | 1       | 0      | 1      |
| 15     | Bulgaria      | 0   | 0       | 1      | 1      |
| 15     | Norvegia      | 0   | 0       | 1      | 1      |
| 15     | Rep. Ceca     | 0   | 0       | 1      | 1      |
| 15     | Slovenia      | 0   | 0       | 1      | 1      |
| Totale | Totale        | 14  | 14      | 14     | 42     |